# Salvados
Salvados es un programa de televisión español de reportajes de actualidad, producido por Producciones del Barrio desde octubre de 2015, y anteriormente por El Terrat desde 2008 hasta 2015, emitido por La Sexta. Desde sus inicios hasta 2019, fue presentado por Jordi Évole, quien también es el productor. En 2019, Évole abandonó la presentación del espacio, para emprender otros proyectos, siendo sustituido en las labores de presentación por el periodista gallego Gonzo. El programa se estrenó el 24 de febrero de 2008 como una serie de programas especiales temáticos, se emite semanalmente los domingos a las 21:30. Salvados ha evolucionado desde unos inicios en los que el humor era una de sus principales características a centrarse cada vez más en la información y los reportajes de actualidad. El estilo particular con el que el programa trata los temas le ha convertido en uno de los espacios referentes de La Sexta y le ha valido el reconocimiento de destacados premios como el Ondas, la Antena de Oro o el Iris.
Emitido con éxito desde 2008, sigue en antena siendo programa referente en entrevistas a gente de temas de interés.

## Historia y emisiones

### Primera etapa
En su primera etapa, se emitió como una serie de especiales con el objetivo de acercarse con humor y de una manera fresca, atrevida y sin complejos a algunos de los acontecimientos, instituciones y hábitos más arraigados de la sociedad española, como la Iglesia, el fútbol, la televisión o los toros. En el transcurso de esta primera temporada emitieron los siguientes capítulos: Salvados por la campaña, Salvados por la iglesia, Salvados por la Eurocopa, Salvados por los toros, Salvados por la tele y Salvados por las vacaciones. Salvados por la Campaña consta de dos partes, emitidas respectivamente el 24 de febrero y el 2 de marzo de 2008. Debido al éxito de audiencia empezaron a grabar más programas. Tres meses después llegaría Salvados por la Iglesia, que también constaba de dos partes. A mediados de junio llega Salvados por la Eurocopa, en julio, por los San Fermines, llega Salvados por los Toros, primer programa que consta de una sola parte. Posteriormente llegaría Salvados por la Tele, también de una parte y finalmente llegaría Salvados por las Vacaciones, que consta también de una sola entrega, y con esto concluye la primera temporada

#### Salvados por la Iglesia
En esta edición visitan Torreciudad (santuario del Opus Dei); El Follonero hizo de monaguillo en una misa y acompañan a un cura a sus misas. Pasó por la Ciudad del Vaticano para pedir que se canonizara a Federico Jiménez Losantos, ('bestia negra' de Évole en aquel momento) y entregar la guitarra de Chikilicuatre al papa Benedicto XVI.
Aquel programa desató protestas entre algunas asociaciones como Hazte Oír, que acusó al programa de ser un ataque directo a la Iglesia católica. Hizo una llamada a sus anunciantes a retirar la publicidad del programa, al que respondieron El Corte Inglés, Heineken y Seguros Ocaso que dejaron de anunciarse en ese espacio.
No sería ésta la última vez que el programa fue crítico con la Iglesia ya que el 23 de abril de 2012 el episodio titulado Que Dios te lo pague denunció, esta vez en tono periodístico, los privilegios con los que a su juicio cuenta la Iglesia católica en España.

#### Salvados por la Eurocopa
Los capitanes de la selección de fútbol de España, Xavi y Casillas, son entrevistados en un cara a cara. Además, preguntan al rey Juan Carlos I si el partido España-Grecia provocaría un conflicto entre el Rey y la Reina.

### Segunda etapa
Tras ser renovado para una segunda temporada por la cadena, Salvados pasó a convertirse en un programa de emisión semanal regular, abandonando el carácter temático. En esta nueva etapa el programa mantiene algunas secciones de la primera temporada, como la Entrevista en profundidad, y se añaden otras nuevas.
La cadena presentó el espacio en ese momento como:

Una mezcla de reporterismo atrevido e irónico, que se toma la realidad con humor, que huye de los protocolos, con el objetivo de divertir y entretener. Cada semana, el programa se acercará a diferentes asuntos, situaciones y personajes, siempre con la mirada maliciosamente ingenua del Follonero, que se propone nuevos retos

El nuevo 'Salvados' planteará diferentes retos con los que retratar distintas realidades con una óptica irónica, haciendo las preguntas que nadie hace, con la colaboración secreta de algún infiltrado anónimo, situaciones insólitas, entrevistas casi imposibles y diversos testimonios
Jordi Évole.

El programa se estructuraba en las siguientes secciones:
- El temazo del Follonero: reportaje protagonizado por Évole a partir de temas y/o personajes de actualidad.
- Infiltrados: actores anónimos que debían enfrentarse a un reto, infiltrándose en algún evento o acontecimiento.
- Cara a cara de perfil: dos famosos antagónicos eran sometidos a un mismo cuestionario.
- Entrevista en profundidad: un personaje famoso responde a una única pregunta del Follonero.
- Apatruyoyando: Évole conversaba con el exconcursante de Gran Hermano, Carlos Navarro Merino El Yoyas, mientras recorrían en coche las calles de Hospitalet de Llobregat.
- Interfono y atrilízate: las opiniones de la gente sobre los temas de actualidad, yendo puerta por puerta llamando a los telefonillos y ofreciendo un atril a quién quiera usarlo.

En noviembre de 2008 Évole fue amenazado por FE/La Falange, escisión extremista radicalizada e independiente de Falange Española de las JONS (1977), después del programa emitido con motivo del 20-N, en el que depositaba un ramo de flores con los colores de la bandera republicana en la tumba de Francisco Franco en el Valle de los Caídos. El partido falangista emitió un comunicado:

En una cadena de televisión muy próxima al gobierno [del PSOE], se hizo mofa y escarnio dentro del recinto del Valle de los Caídos, ridiculizando a los allí enterrados. Dicha permisividad no va a salir gratis a quienes la permitieron y la realizaron.
Comunicado de FE/La Falange

### Tercera etapa
A partir de la tercera temporada desaparecieron todas las secciones y cada programa se centraba en un tema en concreto (el independentismo catalán, la crisis de los controladores aéreos, etc.) del que se hacía un reportaje entrevistando (generalmente en algún sitio emblemático del tema tratado) a expertos e implicados en la cuestión. En general el programa empezó a centrarse en la información, cargando cada vez menos el acento en el humor, por lo que llegó a recibir en 2011 y 2012 el Premio Iris al mejor programa de actualidad. Évole ha conseguido hacer varias entrevistas destacadas a personajes como el presidente de la Generalidad de Cataluña Artur Mas, el papa Francisco o el político Jaume Matas, imputado en caso Palma Arena, esta entrevista fue incluida por la juez entre la documentación de la causa del caso Nóos.
La emisión del programa Los olvidados sobre el accidente del Metro de Valencia de 2006 que causó 43 muertos, volvió a poner de actualidad el tema desvelando irregularidades en torno al siniestro y una supuesta manipulación por parte del gobierno de la Generalidad Valenciana de la Radio Televisión Valenciana y de los testimonios de la comisión de investigación. El programa, basado en la información proporcionada por la productora valenciana Barret Films, alcanzó un 15,8 % de cuota de pantalla, con más de 3,3 millones de espectadores. La difusión del reportaje movilizó a la opinión pública, y la oposición de las Cortes Valencianas pidió que se reabrieran las investigaciones sobre el trágico suceso. Este reportaje ganó, entre otros, el Premio Ondas 2013 a 'la mejor cobertura informativa' y el Premio Iris 2014 de la ATV a 'mejor programa documental'.

### Cuarta etapa
En 2019 Évole comunicó que había llegado el momento de cerrar un círculo tras una entrevista al Papa y que dejaba de presentar el programa, siendo la nueva cara visible el periodista y colaborador de El Intermedio, Gonzo.
Fernando González "Gonzo" se estrena como presentador de Salvados en octubre de 2019 con el programa titulado Y a mí, también, centrado en el acoso sexual a las mujeres en el ámbito laboral. Fue una temporada de tan sólo seis capítulos, puesto que la producción del programa se vio interrumpida por el decreto del Estado de alarma provocado por la pandemia del Covid19.
En la segunda temporada, 2019-2020, Gonzo presenta dieciséis ediciones del programa, combinando programas de marcado acento social, como los dedicados al racismo, los negocios inmobiliarios de la Iglesia, las migraciones o al aborto, con las entrevistas a personajes relevantes del mundo de la política. Entre estos, destacan la presidenta de la Comunidad de Madrid, Isabel Díaz Ayuso, la ministra de Trabajo, Yolanda Díaz, el exministro de Sanidad, Salvador Illa o el exvicepresidente del Gobierno, Pablo Iglesias.
Durante esta temporada Gonzo se consolida como presentador de Salvados, logrando el reconocimiento del público y la crítica.

## Premios
- Premios Iris (2011 y 2012) Programa de Actualidad y Jordi Évole como Mejor Reportero.
- Premio Ondas 2008 a la innovación o a la calidad televisiva por el especial Salvados por la campaña.
- Antena de Oro (2010) a Jordi Évole.
- Premio Ondas 2011 a mejor presentador (Jordi Évole) por Salvados.
- Premio Ondas 2013 a Mejor cobertura o especial informativo.

## Reconocimientos
"The New York Times" ensalzó la labor de Jordi Évole en su programa 'Salvados', llegando a compararlo con el cineasta Michael Moore. Resaltó también el éxito de su investigación sobre el accidente del metro de Valencia en 2006. El famoso rotativo neoyorquino consideró que gracias al programa a través del cual Jordi Évole denuncia los abusos del poder, el presentador "se ha convertido en una importante voz española en tiempos de crisis económica". Jordi Évole aseguró en la entrevista que tiene "completa libertad en cubrir lo que quiere", y añadió: "Podría incluso decir que 'Salvados' es un programa no aplaudido por los socialistas".

## Audiencias
Los datos de audiencias corresponden a FormulaTV.

## Temporadas
| Temporada | Temporada | Episodios | Estreno                  | Final                   | Audiencia media | Audiencia media | Audiencia media |
| Temporada | Temporada | Episodios | Estreno                  | Final                   | Espectadores    | Cuota           |                 |
| --------- | --------- | --------- | ------------------------ | ----------------------- | --------------- | --------------- | --------------- |
|           | 1         | 9         | 24 de febrero de 2008    | 20 de julio de 2008     | 885 000         | 5,2%            |                 |
|           | 2         | 38        | 19 de octubre de 2008    | 5 de julio de 2009      | 1 064 000       | 6,2%            |                 |
|           | 3         | 29        | 28 de septiembre de 2009 | 9 de mayo de 2010       | 1 309 000       | 7,1%            |                 |
|           | 4         | 29        | 5 de septiembre de 2010  | 22 de mayo de 2011      | 1 214 000       | 6,4%            |                 |
|           | 5-1       | 15        | 4 de septiembre de 2011  | 18 de diciembre de 2011 | 1 249 000       | 6,6%            |                 |
|           | 5-2       | 17        | 29 de enero de 2012      | 10 de junio de 2012     | 1 760 000       | 8,0%            |                 |
|           | 6-1       | 14        | 16 de septiembre de 2012 | 16 de diciembre de 2012 | 2 756 000       | 13,5%           |                 |
|           | 6-2       | 16        | 3 de febrero de 2013     | 2 de junio de 2013      | 3 041 000       | 14,8%           |                 |
|           | 7-1       | 9         | 27 de octubre de 2013    | 22 de diciembre de 2013 | 3 061 000       | 14,9%           |                 |
|           | 7-2       | 15        | 2 de febrero de 2014     | 8 de junio de 2014      | 2 703 000       | 13,7%           |                 |
|           | 8-1       | 10        | 19 de octubre de 2014    | 21 de diciembre de 2014 | 3 133 000       | 15,2%           |                 |
|           | 8-2       | 11        | 8 de febrero de 2015     | 10 de mayo de 2015      | 2 873 000       | 14,2%           |                 |
|           | 9-1       | 10        | 18 de octubre de 2015    | 13 de diciembre de 2015 | 2 710 000       | 13,6%           |                 |
|           | 9-2       | 12        | 7 de febrero de 2016     | 15 de mayo de 2016      | 2 840 000       | 14,5%           |                 |
|           | 10-1      | 10        | 16 de octubre de 2016    | 18 de diciembre de 2016 | 2 432 000       | 12,4%           |                 |
|           | 10-2      | 10        | 19 de febrero de 2017    | 14 de mayo de 2017      | 1 818 000       | 9,7%            |                 |
|           | 11-1      | 6         | 5 de noviembre de 2017   | 10 de diciembre de 2017 | 2 596 000       | 13,5%           |                 |
|           | 11-2      | 13        | 28 de enero de 2018      | 13 de mayo de 2018      | 2 199 000       | 10,4%           |                 |
|           | 12-1      | 9         | 21 de octubre de 2018    | 23 de diciembre de 2018 | 1 916 000       | 10,1%           |                 |
|           | 12-2      | 10        | 3 de febrero de 2019     | 5 de mayo de 2019       | 2 491 000       | 13,2%           |                 |
|           | 13-1      | 6         | 20 de octubre de 2019    | 1 de diciembre de 2019  | 1 530 000       | 8,5%            |                 |
|           | 14-1      | 6         | 8 de noviembre de 2020   | 13 de diciembre de 2020 | 1 486 000       | 8,1%            |                 |
|           | 15-1      | 4         | 17 de enero de 2021      | 7 de febrero de 2021    | 1 565 000       | 8,3%            |                 |
|           | 15-2      | 6         | 8 de noviembre de 2021   | 13 de diciembre de 2021 | 1 068 000       | 6,9%            |                 |
|           | 15-3      | 7         | 24 de octubre de 2021    | 12 de diciembre de 2021 | 1 005 000       | 6,2%            |                 |
|           | 16-1      | 3         | 23 de enero de 2022      | 6 de febrero de 2022    | 1 110 000       | 6,8%            |                 |
|           | 16-2      | 10        | 9 de octubre de 2022     | 18 de diciembre de 2022 | 964 000         | 6,5%            |                 |
|           | 17-1      | 4         | 15 de enero de 2023      | 4 de febrero de 2023    | 726 000         | 4,7%            |                 |
| Total     | Total     | ¿?        | 24 de febrero de 2008    | -                       | ¿?              | ¿?              |                 |